# Jörgen Omark
Jörgen Omark, född 22 mars 1981 i Övertorneå, Norrbottens län, är en svensk före detta professionell ishockeyspelare (forward).
Omarks moderklubb är Övertorneå HF. Säsongen 2003/2004 spelade Jörgen 12 matcher för IK Nyköping Hockey i Allsvenskan.
Jörgen Omark är yngre samt äldre bror till ishockeyspelarna Urban Omark och Linus Omark, samt kusin till ishockeymålvakten Daniel Henriksson.